# Héctor Colomé
Héctor Buffa Colomé (* 25. Oktober 1944 in Córdoba, Argentinien; † 28. Februar 2015 in Madrid) war ein Schauspieler argentinischen Ursprungs, der seit 1976 in Spanien lebte.

## Leben

### Anfänge in Argentinien und Neubeginn in Spanien
Bereits mit 15 Jahren gab Héctor Colomé sein Schauspieldebüt. Er studierte Volkswirtschaftslehre und Theater an der nationalen Universität von Córdoba. 1970 gewann er einen Theaterpreis. Als er 1976 nach Spanien kam, war er bereits ein renommierter Schauspieler. In Madrid hatte er sein Debüt am Teatro Príncipe de Gran Vía.
Seinen ersten großen Bühnenerfolg in Spanien hatte er 1983 mit Pedro Calderón de la Barcas Stück Absalón (1983). Es folgte eine lange Schauspielkarriere, in der er Bühnenauftritte, Filmrollen und Synchronsprecher-Rollen aneinander reihte. In den 1980er Jahren stand er in La gran pirueta (1986), Cantando hago camino (1986) und Dios está lejos (1987) auf der Theaterbühne, eine Filmrolle hatte er in Redondela (1987).
In der Serie Los Caballeros del Zodiaco lieh er seine Synchronstimme Ikki del Fénix, aber auch einer Reihe anderer Rollen, nämlich Mu de Aries, Albiore de Cefeo, Aioros de Sagitario und Eo de Escila. Auch in den Serien Falcon Crest, MacGyver, La familia Hogan, Columbo und anderen konnte man seine Stimme hören. Er synchronisierte Roy Scheider in dem Thriller Cohen and Tate von 1988.

### Theaterarbeit bis zum Jahr 2000
1991 hatte er sein Debüt in der Gattung der Zarzuela: Mit der Rolle des Schurken in La gran sultana empfahl er sich für starke, autoritäre Rollen. Auch seine markant-herben Gesichtszüge und seine kraftvolle Stimme qualifizierten ihn dafür. In El Bateo und La revoltosa trat er in Nebenrollen auf. 1992 trat er in die Compañía Nacional de Teatro Clásico unter dem Regisseur Adolfo Marsillach ein. Marsillach vertraute ihm die Rolle des despotischen Befehlshabers in Fuenteovejuna an. In der Folgesaison beschloss Marsillach, sich vom ernsten Fach ab- und dem Teatro de la Comedia im Zentrum Madrids zuzuwenden. In Don Gil de las calzas verdes verkörperte Colomé den Diener, der seiner Herrin hilft, sich als Mann auszugeben. Seine Bühnenpartnerin war Adriana Ozores.
Diese komödiantische Phase war jedoch nur ein Zwischenspiel. In El médico de su honra spielte er Peter I. von Kastilien. In der Guerra de los Dos Pedros, dem Krieg von 1356 bis 1369 zwischen Kastilien und Aragon, musste dieser um sein Leben fürchten. Sein letzter Auftritt unter Marsillachs Regie war in La vida es sueño, einem weiteren Werk von Pedro Calderón de la Barca. Dort spielte Colomé den König Basilio. Seinen letzten Auftritt in der Compañía Nacional de Teatro Clásico hatte er in einer berühmten Komödie mit tragisch-ernstem Hintergrund: Der Menschenfeind von Molière. Carlos Hipólito, Adriana Ozores und Antonio Vico standen dabei mit ihm auf der Bühne.
Unabhängig von der Zusammenarbeit mit Marsillach trat Héctor Colomé im selben Jahr im Centro Dramático Nacional auf, in Eslavos unter der Regie von Jorge Lavelli. In der Folgezeit entwickelte er eine enge Zusammenarbeit mit dem Regisseur Juan Carlos Pérez de la Fuente. Einige Jahre später wurde er Mitglied der Leitung des Centro Dramático Nacional. Auf dessen Bühne trat in San Juan von Max Aub gemeinsam mit Juan José Otegui auf. Diese Zusammenarbeit setzte sich in zwei weiteren Stücken fort: Das erste, La fundación (1999), beruht auf einem Text von Antonio Buero Vallejo, der sich mit der franquistischen Zensur um 1974 beschäftigt. Das zweite Projekt mit Otegui war Der Besuch der alten Dame von Friedrich Dürrenmatt.

### Filmrollen
Trotz seiner Bühnenverpflichtungen schaffte Héctor Colomé es, Rollen in Kinofilmen zu übernehmen. Unter der Regie von Antonio Mercero spielte er 1998 in La hora de los valientes einen Falangisten. Dieser erschießt einen Republikaner, der während des Bürgerkrieges Gemälde im Prado vor der Zerstörung bewahrt hatte. Unter Vicente Aranda spielte Héctor Colomé in Libertarias, gemeinsam mit Victoria Abril, Ana Belén und Miguel Bosé. Es folgte, ebenfalls unter Vicente Arandas Regie, die Rolle von Ferdinand II. von Aragón in Juana La Loca. Einige Jahre später verkörperte er in der Serie Policías, en el corazón de la calle einen korrupten Polizisten. Nach Ende der Dreharbeiten für diese Serie spielte er Nebenrollen in La caja 507 und in El Lobo. In letzterem spielte er einen franquistischen Offizier, der versucht, den Tod von Carrero Blanco zu rächen.
Für seinen Stiefsohn, dem Regisseur Daniel Sánchez Arévalo, spielte er im Kurzfilm Física II. Héctor Colomé spielte darin den Verwalter eines Gutshofes, der seinen Sohn, gespielt von Jorge Monje, vom Studium abzubringen versucht, weil er wünscht, dass der Sohn ihm in seinem Beruf nachfolgt. Der Film wurde vielfach mit Preisen ausgezeichnet.
In Profilaxis, einem weiteren Kurzfilm von Arévalo, verkörperte Colomé einen Arzt, der einem Patienten einen Prostatakrebs diagnostizieren muss. Dank der kurzen Dreharbeiten konnte Colomé weitere Filmrollen annehmen, darunter im Jahr 2005 Obaba. Darin spielte er einen Hotelbesitzer, der unter dem Verdacht steht, einen seiner Freunde aus Kindheitstagen in den Wahnsinn getrieben zu haben.

### Die Jahre ab 2000
Unterdessen setzte er seine Theaterkarriere fort. 2004 spielte er die Hauptrolle in Noche de reyes sin Shakespeare. Damit zollte er dem inzwischen verstorbenen Adolfo Marsillach seine Ehrerbietung, auf dessen Text das Stück beruht. Im Folgejahr stand er in Edward III. von William Shakespeare auf der Bühne. Im selben Jahr spielte er im Film Tirano Banderas erneut einen Despoten. In der Serie Amar en tiempos revueltos spielte er den Unternehmer Fabián Robles, der am Ende eines moralisch zweifelhaften Lebens einen Schlaganfall erleidet. Noch während der Dreharbeiten an den Fortsetzungen dieser Serie begann er in Filomena Marturano die Rolle eines Zuhälters zu spielen. Seine Partnerin in der Rolle der Hure war Concha Velasco.
Zugunsten der Arbeit an AzulOscuroCasiNegro unterbrach er eine Reihe dieser Arbeiten. Erneut spielte er, wie in Física II, die Rolle eines alten Mannes, der sein Gedächtnis verloren hat. Auf dem Festival von Málaga erzielte dieser Film drei Preise. Drei Wochen später erhielt Héctor Colomé die Nachricht, dass er als Kandidat für den Preis des besten Nebendarstellers von der Schauspielervereinigung Unión de Actores nominiert worden war.
Anfang 2007 wurde er zum zweiten Mal für den Preis der Unión de Actores nominiert, dieses Mal für seine Rolle in Bienvenido a Farewall-Gutman. Der Film handelt von dem Nachfolgekonflikt in einem multinationalen Konzern nach dem Tod des Personalchefs. Auf dem Festival von Málaga erschien 2007 erneut ein Kurzfilm, der sich mit Alter und Krankheit auseinandersetzte: In Daniel Sánchez Arévalos Kurzfilm Traumotología spielte Héctor Colomé einen Familienvater, der am Hochzeitstag seines Sohnes einen Herzinfarkt erleidet.
Im selben Jahr erschien Tritones, más allá de ningún sitio, auch unter dem Titel Estirpe de Tritones bekannt, spielte Colomé eine Hauptrolle. Der Film handelt von einer Gruppe von Seeleuten, die in einem futuristischen U-Boot in geheimer Mission über den Atlantik geschickt werden und sich dabei in ein phantastisches Abenteuer verstricken. Ebenfalls 2007 erschienen die Filme Pudor und NO-DO, bei denen Colomé mitgewirkt hatte. Erneut arbeitete er mit Vicente Aranda zusammen in der Verfilmung von Juan Marsés Lolita’s club. Im Juni 2007 schloss er sich den Filmschaffenden an, die von der Kulturministerin Carmen Calvo eine Mitwirkung bei der Redaktion des spanischen Filmgesetzes forderten. In jenem Sommer begann seine Mitwirkung in der Serie C.L.A. No somos ángeles.
2014 spielte er die Hauptrolle des Dr. Ricarte in dem Horrorfilm [REC]4: Apocalipsis.
Am 28. Februar 2015 erlag er in der Klinik Ruber de Mirasierra in Madrid den Folgen eines Pankreastumors.

## Rollen

### Theater
- Los cabellos de Absalón (1983)
- La última pirueta (1986)
- Cantando hago camino (1986)
- Dios está lejos (1987)
- Julio Cesar
- El sueño de una noche de verano
- La dama boba
- Sublime decisión
- Anfitrión
- La gran sultana (1992)

- Fuenteovejuna (1993)
- Don Gil de las calzas verdes (1994)
- El médico de su honra (1994)
- La vida es sueño (1996)
- El misántropo (1996)
- Eslavos
- San Juan von Max Aub (1998)
- La fundación (1999)
- La visita de la anciana dama (2000)

- Los puentes de Madison
- Noche de reyes sin Shakespeare (2004)
- Edward III. (2005)
- Tirano Banderas (2005)
- Filomena Marturano (2006)
- Don Juan Tenorio (2009, Alcalá de Henares)
- En el oscuro corazón del bosque (2009)
- Próspero sueña a Julieta (2010–2011)
- La loba (2012–2013)

### Kino
- Dos locos en el aire (1976)
- Caminos de tiza (1987)
- Redondela (1987)
- Libertarias (1996)
- La hora de los valientes (1998)
- Juana la Loca (2001)
- La caja 507 (2002)
- El Lobo (2003)
- Atraco a las tres y media (2003)

- Reflejos (2004)
- El penalti más largo del mundo (2005)
- Obaba (2005)
- AzulOscuroCasiNegro (2006)
- Canciones de amor en Lolita’s Club (2007)
- Bienvenido a Farewall-Gutmann (2007)
- Pudor (2007)
- NO-DO (2007)
- Tritones, más allá de ningún sitio (2007)

- 25 Kilates (2008)
- Limit of Control (2008)
- Flores negras (2008)
- Maktup (2009)
- Lope (2010)
- Los dias no vividos (2012)
- La gran familia española (2013)
- A puerta fra (2011)
- REC 4: Apocalypse (REC 4: Apocalipsis, 2014)

### Fernsehen
- Régimen abierto (1986)
- El Súper (1996)
- Petra Delicado (1999)
- Periodistas (1999)
- Policías, en el corazón de la calle (2001)
- Luna negra (2003)

- Amar en tiempos revueltos (2005–2006)
- C.L.A. No somos ángeles (2007)
- Hermanos y detectives (2008)
- Aída (2008) (Capitular)
- Herederos (2008)

- 23 F Traidores (2008)
- Karabudjan (2010)
- 14 de abril. La República (2011)
- Carta a Eva (2013)
- El príncipe (2014)

### Synchronsprecher
- Los Caballeros del Zodiaco (1990)
- Falcon Crest

- Llama el señor
- Roy Scheider in Cohen and Tate (1988)

- Sonny Landham in Lock Up (1989)
- Badja Djola in Un hombre inocente (1989)

## Auszeichnungen

### Unión de Actores
- Nominierung als bester Nebendarsteller im Fernsehen (2005)
- Nominierung als bester Nebendarsteller im Kino-Spielfilm (2006)

### Weitere Auszeichnungen
- Bester klassischer Theaterschauspieler, Almagro 1996
- Preis Camilo J. Cela, Kastilien-La Mancha
- Preis Martín Fierro, Argentinien, für Adán y Eva
- Preis Martín Fierro, für Navidad sin Nieve